# Il caso Graziosi (film 1996)
Il caso Graziosi è un film per la televisione del 1996 diretto da Sandro De Santis. È la seconda versione per il piccolo schermo sul celebre caso di cronaca dopo il film televisivo omonimo del 1981 diretto da Michele Massa.

## Trama
Il film è tratto da una storia vera, il fatto di cronaca nera che riguarda Arnaldo Graziosi. Arnaldo, trentaduenne musicista, verso le 6 del mattino del 21 ottobre 1945, si affaccia alla finestra della pensione di Villa Igea a Fiuggi. In braccio tiene la figlioletta di tre anni. Avverte, urlando, il proprietario della struttura: sua moglie si è uccisa. Si scoprirà che la vicenda, apparentemente semplice, in realtà è molto più complessa. Il suicidio verrà messo in discussione.    

## Distribuzione
La distribuzione del film è a cura della Rai. L'opera era stata trasmessa per la prima volta nel 1996 per la serie TV I grandi processi su RaiUno.